# Creoleon neftanus
Creoleon neftanus är en insektsart som beskrevs av Navás 1930. Creoleon neftanus ingår i släktet Creoleon och familjen myrlejonsländor. Inga underarter finns listade i Catalogue of Life.